# Hapalopeza nigripes
Hapalopeza nigripes är en bönsyrseart som beskrevs av Werner 1926. Hapalopeza nigripes ingår i släktet Hapalopeza och familjen Iridopterygidae. Inga underarter finns listade i Catalogue of Life.